# 大垣理香
大垣 理香（おおがき りか、8月15日 - ）は、日本の女性声優。E-sprinG所属。大阪府出身。

## 略歴
- スクールデュオ出身[1]。以前は賢プロダクション[1]、TABプロダクション[1]、劇団獣申に所属していた。
- 2007年、宮崎誠二らとともに劇団獣申を設立。
- 2010年、劇団獣申を離脱[2]。

## 人物
特技はクラリネット。趣味は読書、ショッピング、カラオケ。

## 出演

### ゲーム
2004年
- 幻想水滸伝IV（ルイーズ）

2007年
- グリムグリモア（ガフ）

2008年
- マナケミア2 〜おちた学園と錬金術士たち〜（エトワルド・ダイスラー）

2009年
- SweetHoneyComing（多賀谷麻里乃）
- ロロナのアトリエ 〜アーランドの錬金術士〜（アラーニャ、ティファナ・ヒルデブランド）

2010年
- トトリのアトリエ 〜アーランドの錬金術士2〜（フィリー・エアハルト、ティファナ・ヒルデブランド）

2011年
- メルルのアトリエ 〜アーランドの錬金術士3〜（フィリー・エアハルト）

2013年
- 新・ロロナのアトリエ はじまりの物語〜アーランドの錬金術士〜（アラーニャ、ティファナ・ヒルデブランド）
- メルルのアトリエ Plus 〜アーランドの錬金術士3〜（フィリー・エアハルト）

### ドラマCD
- テレパシー少女 蘭（2007年）
- マナケミア 初回特典ドラマCD（2007年、マリアン）
- ラブルートゼロ 失恋と嘘、迷子な僕ら。（2007年、安達春）

### 吹き替え

#### 映画
- ヴァンパイア・クイーン（イリーナ）
- ギャロウ・ウォーカー 煉獄の処刑人（エンジェル）
- サバイバル・オブ・ザ・デッド
- サバイバル・シティ（ヴァイオレット）
- シークレットシティ（ベイリー）
- ゾンビ・オブ・ザ・デッド 感染病棟（シャッツィ）
- ゾンビ・オブ・ザ・デッド2（ローラ〈スプレイグ・グレイデン〉）
- トリプル・リベンジ（レベッカ〈ソフィア・ベルガラ〉）
- パラサイト・クリーチャーズ（ボディチェク）
- ミランダ (ミランダ〈クリスティーナ・リッチ〉)
- 恋愛だけじゃダメかしら?（ロージー〈アナ・ケンドリック〉）

#### ドラマ
- CSI:9 科学捜査班
- CSI:11 科学捜査班
- CSI:ニューヨーク7

#### ドキュメンタリー
- Formula 1: 栄光のグランプリ（ダニカ・パトリック）

### その他
- こひつじのティミー - ナレーター（NHK放送版）
- オーディオブック
- 東方奇闘劇外伝ゼロ（射命丸文）